# Passauer Wolf (Schiff)
Die Passauer Wolf war ein Fahrgastschiff auf der Donau mit Heimathafen Passau. Das Schiff wurde von der Reederei Wurm & Köck betrieben und wurde im Ausflugsbetrieb und Charterverkehr eingesetzt. 

## Geschichte
Das Schiff wurde unter der Baunummer 274 im Jahr 1977 von der Theodor Hitzler Schiffswerft und Maschinenfabrik in Regensburg gebaut und  beim Bayerischen Lloyd auf der Donau in Dienst gestellt.
1979 übernahm Wurm + Köck das Schiff und betrieb es bis 1997 auf der Donau mit dem Namen Passauer Wolf. Anschließend fuhr das Schiff als La Visurgis mit Heimathafen Nienburg/Weser auf der Weser, bis es 2001 nach Großbritannien verkauft wurde. Dort fährt es nun in London mit dem Namen London Rose als Partyschiff auf der Themse.

## Schwesterschiff
Das ebenfalls 1977 auch für den Bayerischen Lloyd gebaute Schwesterschiff mit der Baunummer 275 fährt seit 1979 als Stadt Vöcklabruck für die Atterseeschifffahrt auf dem Attersee.